# کهلو
کهلو (به انگلیسی: Kohlu) یک شهر در پاکستان است که در ناحیه کهلو واقع شده‌است. کهلو ۱٬۱۸۰ متر بالاتر از سطح دریا واقع شده‌است.